# Špital, Lenart v Slovenskih goricah
Špital je stavba kulturne dediščine v Lenartu v Slovenskih goricah.
V srednji osi stavbe izstopa kamnit portal s segmentnim čelom, v katerem je na les naslikan aliančni grb grofov Herbersteinov. Na oknih so baročne mreže. Ustanovitelj lenarškega špitala je bil lenarški tržan in trški sodnik Marko Bernhardt, ki je v oporoki leta 1625, ker ni imel ne otrok in nobenih drugih dedičev, zapustil vse svoje premoženje za ureditev špitala pri Lenartu in določil, naj imajo v njem oskrbo obubožani tržani in drugi revni ljudje, vendar se mora vse izvršiti le z dovoljenjem hrastovške gospoščine. Leta 1626 je bil špital opremljen in pripravljen za sprejem oskrbovancev. Špital je upravljal špitalski mojster. Leta 1910 je špital prešel v popolno upravo Lenarške občine.